# Honda City
Honda City — це компактні автомобілі, що виробляються компанією Honda з 1981 року.

## Honda City I (1981—1986)

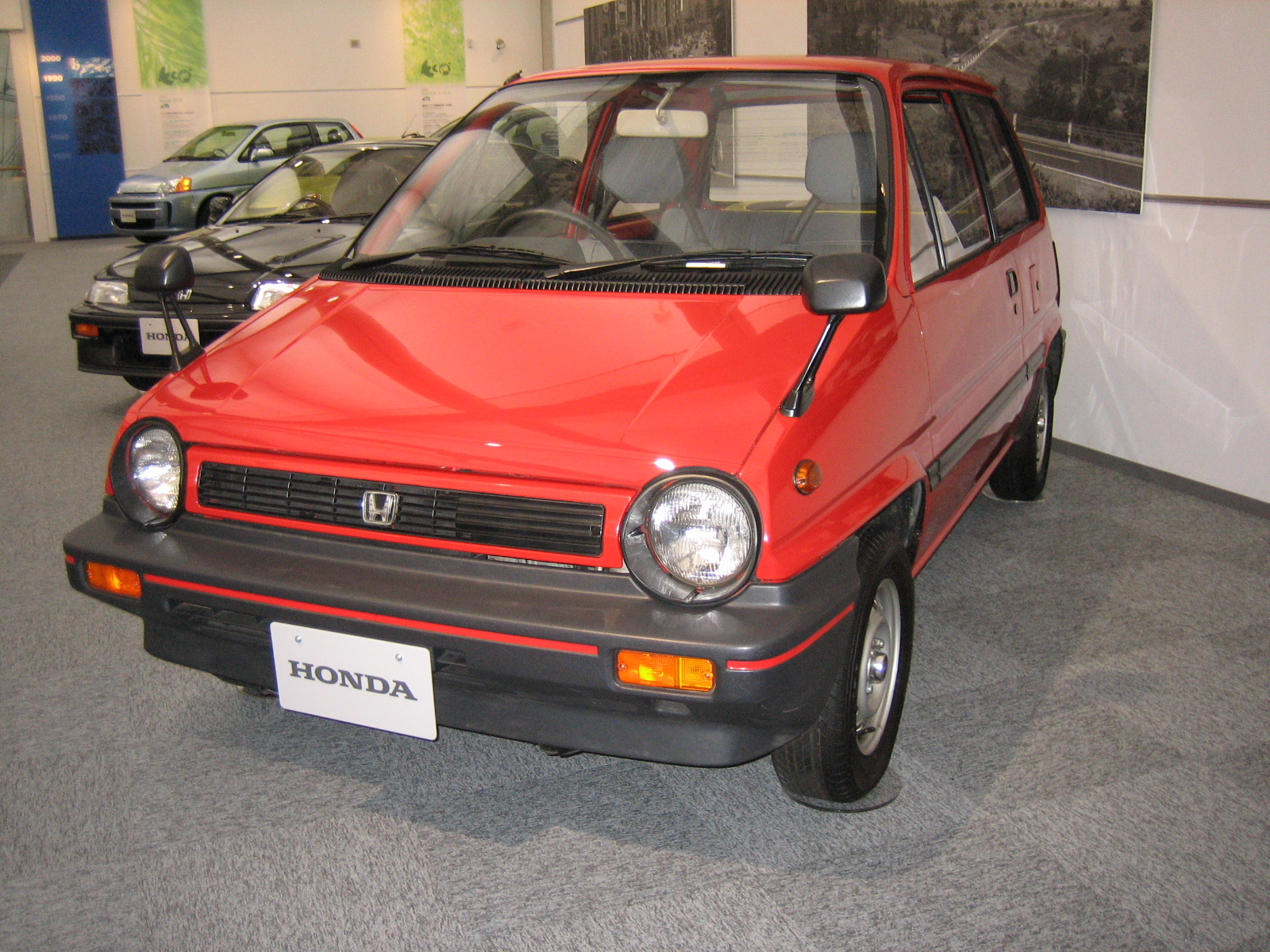
Honda City I

Перша Honda City була запущена у виробництво в 1981 році як трьохдверний автомобіль з задніми дверима. що відкриваються в гору. Це був один з перших «високих» хетчбеків: щоб максимізувати внутрішній простір, не займаючи більше місця на дорозі, кузов був більш високим ніж зазвичай. Версія з турбованим двигуном була додана в модельний ряд у 1982 році, трохи пізніше був доданий і кабріолет.
Honda City експортувалася як Honda Jazz в Європу.

### Двигуни
- 1,2 л ER 12v CVCC-II SOHC І4 45-67 к.с.
- 1,2 л ER 12v CVCC-II SOHC І4 турбо 99-110 к.с.

## Honda City II (1986—1994)

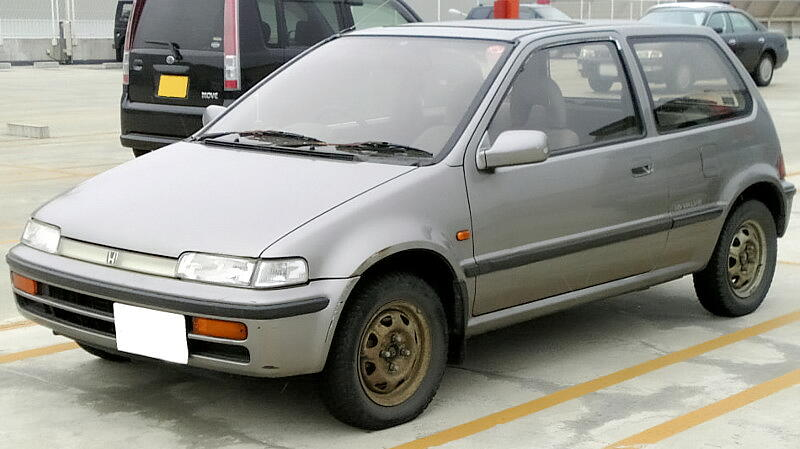
Honda City II (1988—1994)

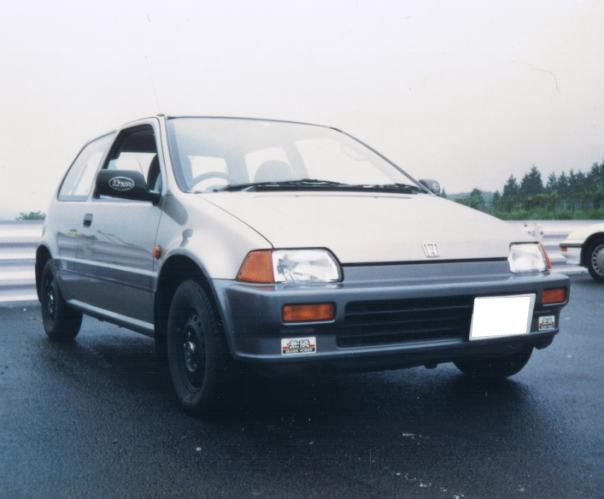
Honda City II (1986—1988)

Honda замінила перше покоління City в 1986 році (позначалося як GA1) оновленим в 1989 (GA2). Ця модель випускалася до 1994 року. Моделі кабріолет — не було. На європейському і австралійському ринках City продавалася як Honda Logo, аж до 1999 року.
Оснащується City 1,2-літровим рядним 4-циліндровим 12-клапанним двигуном потужністю в 76 к.с., що при вазі автомобіля всього в 700 кг дозволяє говорити про якусь його «спортивності». Після рестайлінгу в 1988 році до раніше використовуваному 1,2-літрового двигуна додався двигун об'ємом 1,3 літра, що розвиває потужність 100 к.с. Зовнішній вигляд придбав більш спортивні риси завдяки більш вузьким фарам.

### Двигуни
- 1,238 л D12A I4
- 1,296 л D13C I4 Carb
- 1,296 л D13C I4 PGM-FI

## Honda City III (1994—2002)

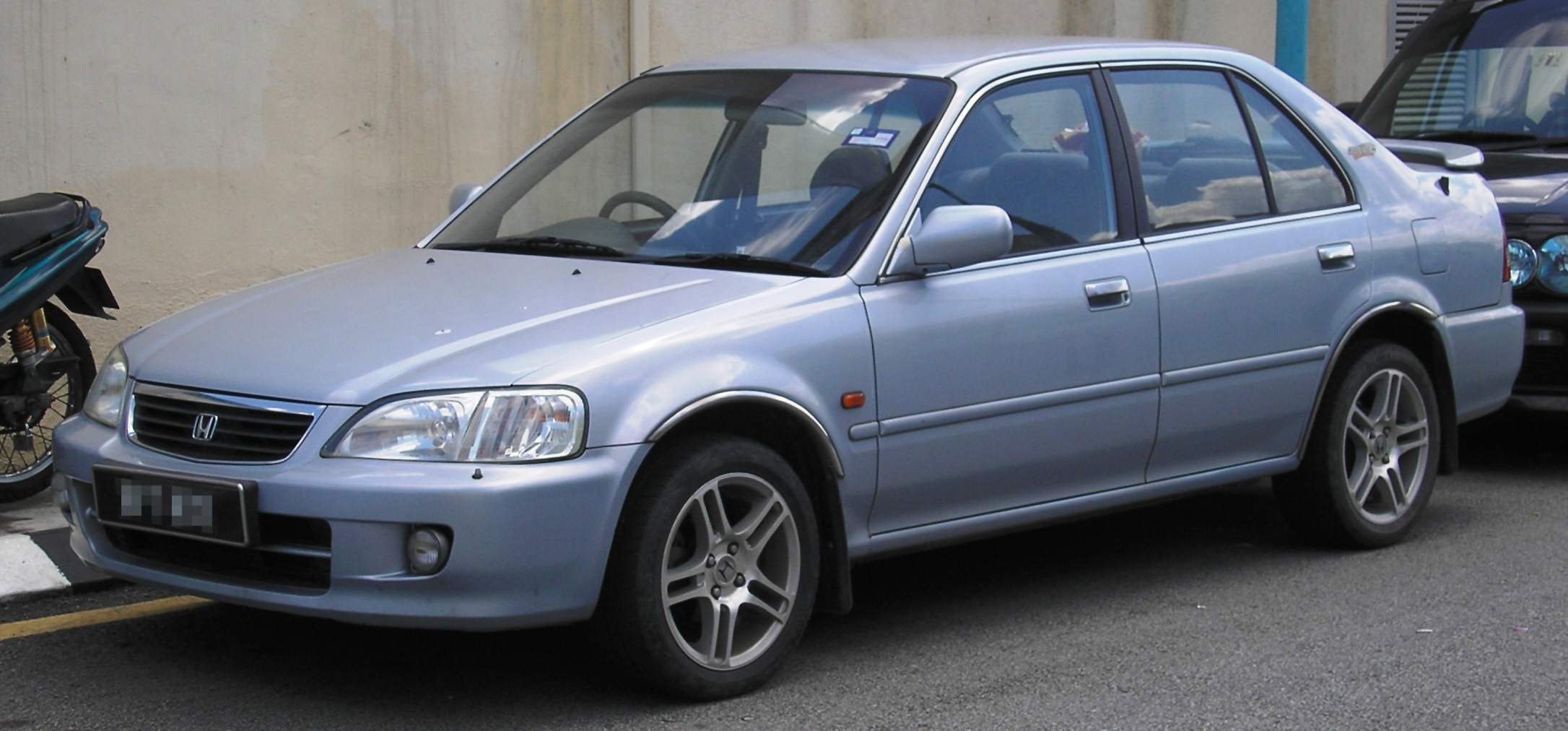
Honda City III

Третє покоління Honda City (позначалося як SX8) базувалося на платформі від Civic. Машина розроблялася і продавалася тільки на південно-східний азійський ринок. City все ще вважався автомобілем середнього класу — нижче ніж Honda Civic, але чотирьох-дверним седаном і випускався на ринки Азії, Індії, Таїланду, Малайзії, Індонезії, Філіппін і Пакистану. Оновлена рестайлінгова модель була випущена в 2000 році і включала в себе спортивний седан з двигуном Honda 1.5 л, системи VTEC.
Третє покоління Honda City мало маркування мотора, яка позначалася буквою D, тобто D13B і D15B. D15B був більш потужним і ставився на автомобілях для азійського ринку, але все ж мав гарне співвідношення потужності до ваги автомобіля, і видавав 115 кінських сил (86 кіловат). Вага даної машини становила 985 кг.

### Двигуни
- 1.3 л D13B I4
- 1.5 л D15B I4
- 1.5 л D15B VTEC I4

## Honda City IV (2002—2008)

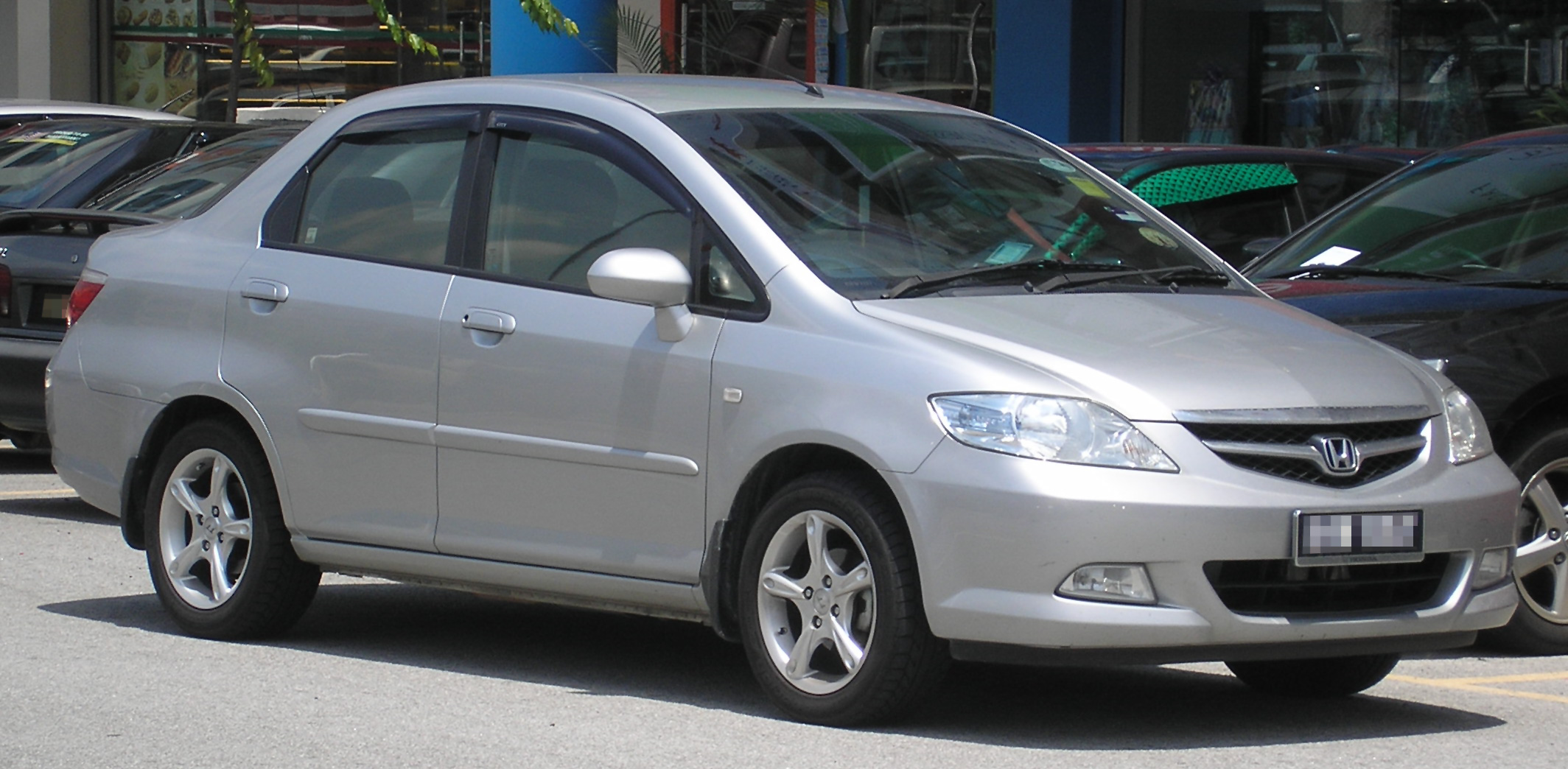
Honda City IV

Четверте покоління було випущено в листопаді 2002 року і включало повнопривідну версію.
У вересні 2005 року була запущена оновлена версія в Таїланді, а в жовтні і в Малайзії. Вона була відома під маркуванням City ZX в Таїланді, Індії, Сінгапурі і Пакистані. Основними значними змінами був новий інтер'єр (нова передня решітка радіатора, нові основні і протитуманні фари, задні ліхтарі і бампера). Перед автомобіля був витягнутий на 65 мм, в той же час задній бампер став довшим на 15 мм. Дзеркала мали електропривод. Легкосплавні диски входили в стандартну комплектацію. Зміни в інтер'єрі були мінімальними — з'явився підлокітник для водія і додаткові лампи освітлення в салоні.
Двигун залишився колишнім, але впускний колектор був вдосконалений. Підвіска так само була трохи змінена. В Таїланді, Філіппінах, Сінгапурі і Малайзії на Honda City ставилася варіаторна семи ступінчаста коробка передач, з пелюстками перемикання на кермі, що було великою рідкістю для автомобіля такого класу.

### Двигуни
- 1.3 л L13A i-DSI SOHC I4
- 1.5 л L15A2 i-DSI SOHC I4
- 1.5 л L15A1 VTEC SOHC I4

## Honda City V (2008—2014)

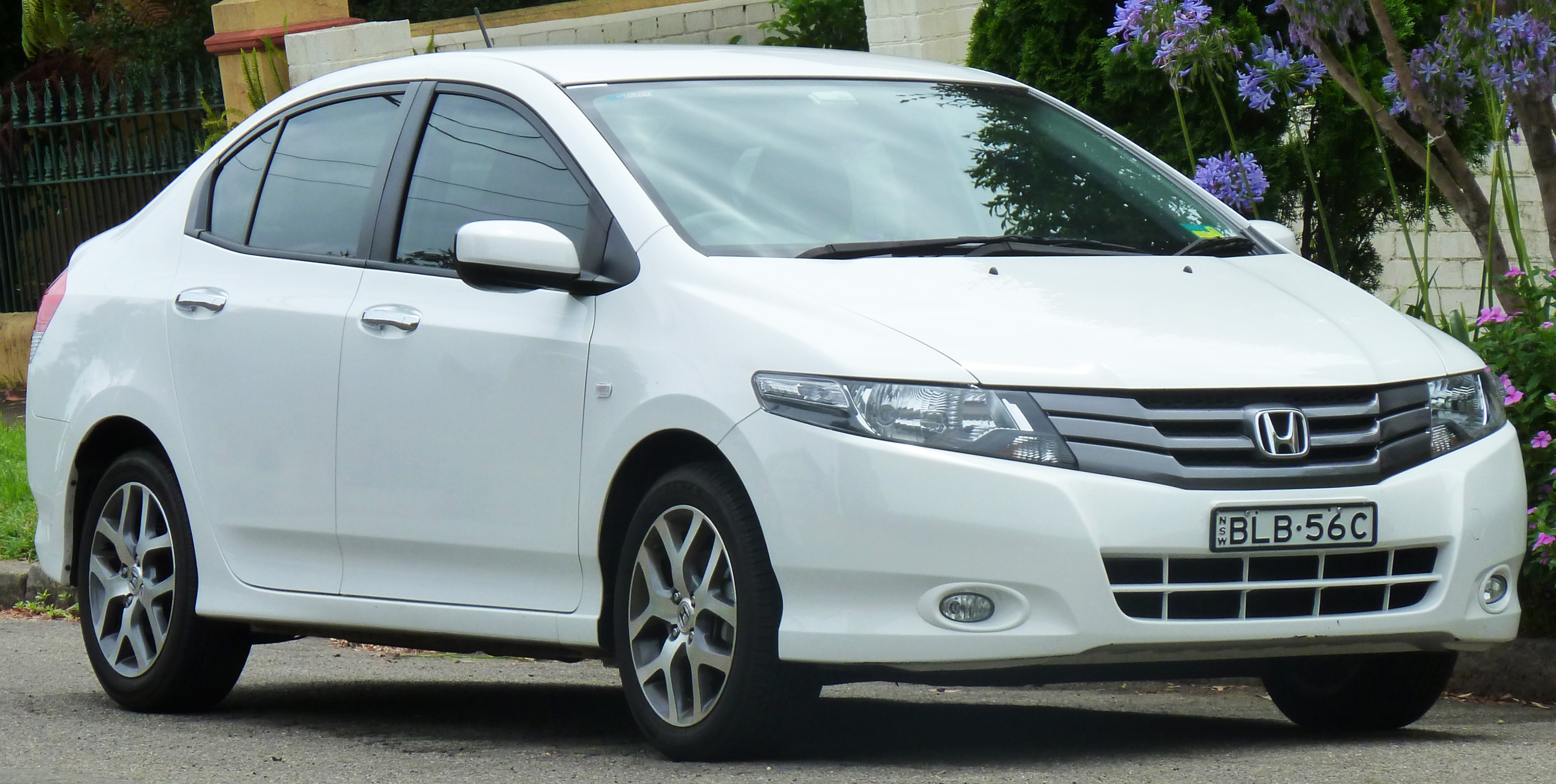
Honda City V

В серпні 2008 року в Таїланді представили абсолютно нове покоління Honda City.
У автомобіля з'явився новий дизайн.

### Двигуни
- 1.3 л L13Z1 i-VTEC SOHC I4 94 к.с.
- 1.5 л L15A7 i-VTEC SOHC I4 117 к.с.
- 1.8 л R18A i-VTEC SOHC I4 140 к.с.

## Honda City VI (2013—наш час)

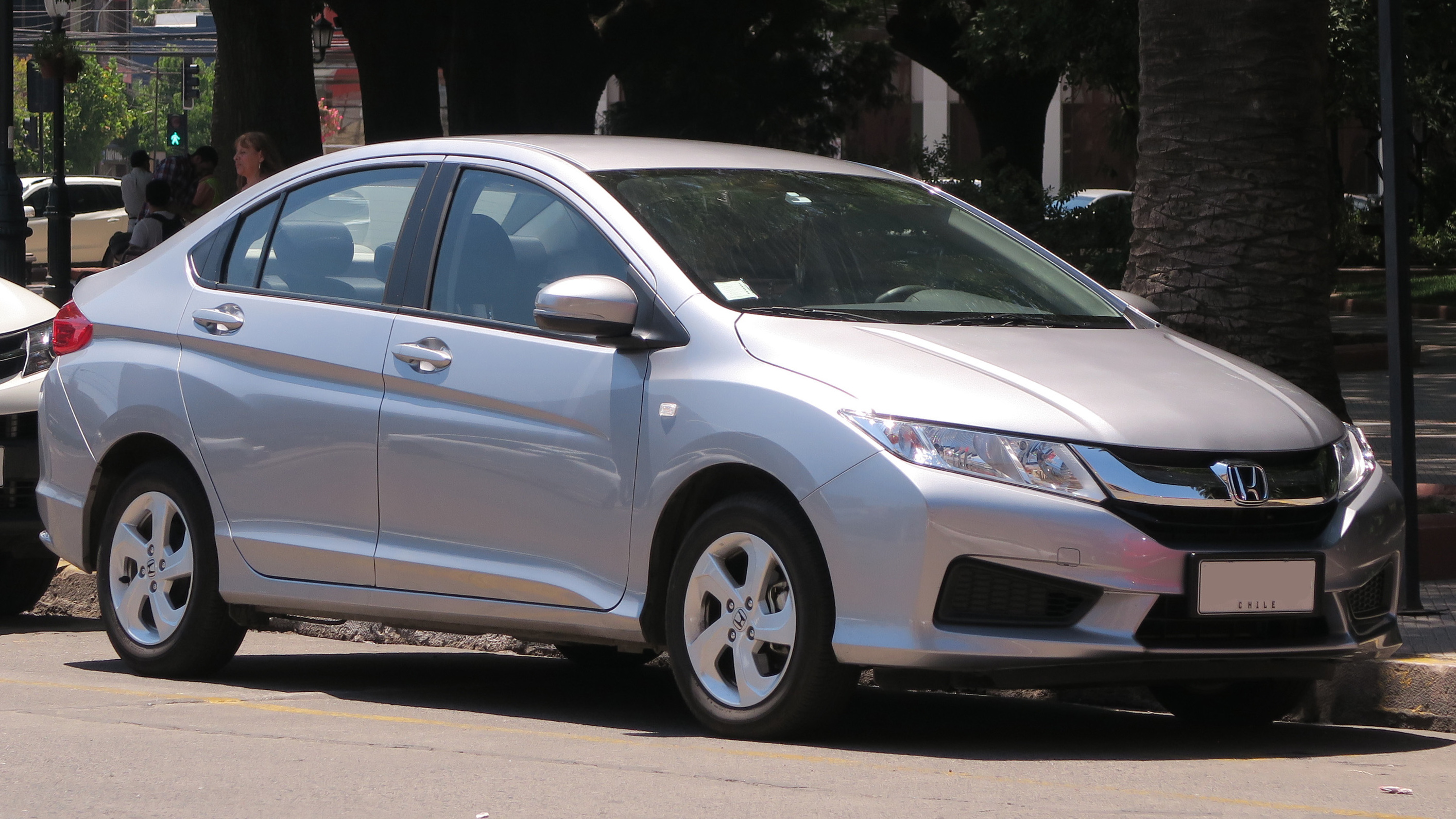
Honda City VI

В 2013 році в Індії представили шосте покоління Honda City. Останнє оновлення автомобіля відбулось у 2017 році. Автомобіль завжди мав хороший рівень продажів та входив у топ свого сегменту. Значно посвіжівши, автомобіль готовий вражати та конкурувати з іншими відомими представниками класу. Розробники оснастили седан чималим переліком стандартного обладнання, почаклували над зовнішністю та додали стилю салону. 
Компанія Honda вирішила залишитись вірною перевіреному часом пластиковому оздобленню салону, тому інтер'єр видасться максимально знайомим водіям, які встигли побувати за кермом попередніх поколінь City. Між тим, не варто забувати і про новинки, які все ж з'явились. Так, седан отримав телескопічне рульове колесо, що потішить високих водіїв. Новинкою стали і дзеркала заднього виду з автозатемненням. Особливу атмосферу салону створює люк даху. Щоправда, останніх два елементи доступні лише у моделях вищої комплектації. Усі моделі отримали сенсорний контроль функцій клімат-контролю. Приладова група, як завжди, зрозуміла, але тепер замість синього підсвічується білим світлом. Кнопка старт/стоп теж підсвічується. Для того, щоб седану було легше конкурувати з суперниками, компанія оснастила його автоматичними головними фарами та склоочисниками з сенсорами дощу. 
Хоча більшість змін носять косметичний характер, варто відзначити їх чудову інтегрованість. У результаті чого новий City відрізняється від попередніх моделей, отримавши більш вишуканий вигляд. Дві топових моделі VX та ZX отримали: світлодіодні головні фари зі світлодіодними протитуманними вогнями, 16-дюймові литі диски та люк даху з електроприводом. Модель середнього рівня V постачається з 15-дюймовими литими дисками, у той час, як початкові S і SV можуть похвалитись захисними ковпаками коліс. Модель ZX окремо представлена зі світлодіодними задніми фарами та спойлером, встановленим на кришці багажного відділення.

### Двигуни
- 1.5 л L15Z1 i-VTEC SOHC I4 119 к.с.
- 1.5 л L15B Earth Dreams i-VTEC DOHC I4 132 к.с.
- 1.5 л Earth Dreams i-DTEC I4 diesel engine 100 к.с. 200 Нм

## Honda City VII (GN; 2019—наш час)

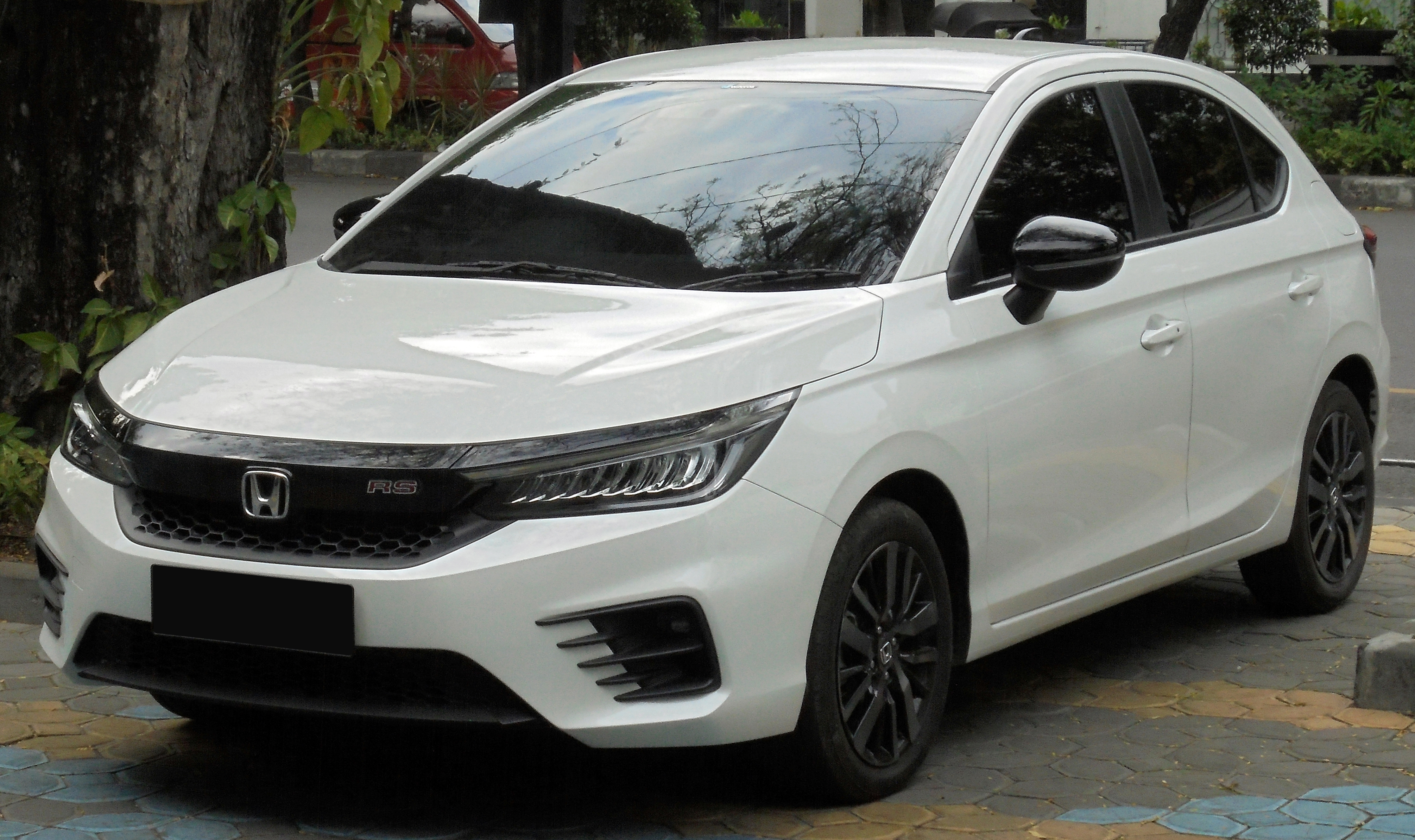

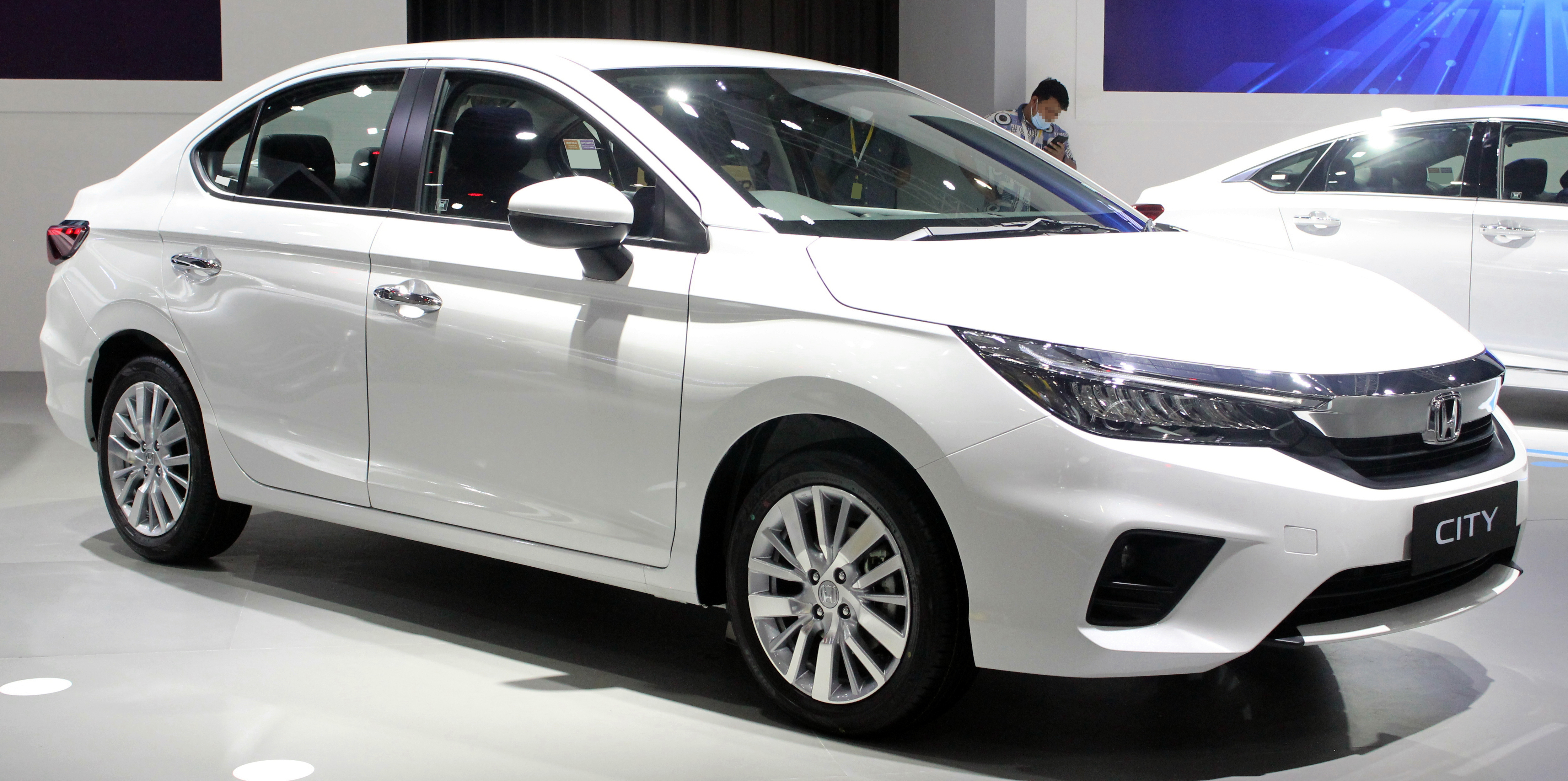

### Двигуни
Бензинові:
- 1.0 L P10A6 I3-T
- 1.5 L L15B1 I4
- 1.5 L L15Z1C I4
- 1.5 L L15ZF I4

PHEV:
- 1.5 L LEB8 Atkinson cycle DOHC i-MMD I4
- 1.5 L LEB-H5 Atkinson cycle DOHC i-MMD I4

Дизельні:
- 1.5 L N15 I4-T (Індія)

Електричний:
- 79 kW (107 к.с.) AC PMSM